# Горњани
Горњани или Горњане су насеље у Северној Македонији, у северном делу државе. Горњани су насеље у оквиру општине Чучер-Сандево.
Горњани имају велики значај за српску заједницу у Северној Македонији, пошто Срби чине значајну мањину у насељу.

## Географија
Горњани су смештени у северном делу Северне Македоније. Од најближег града, Скопља, село је удаљено 15 km северно.
Село Горњани се налази у историјској области Црногорје, у јужној подгорини Скопске Црне горе, на приближно 620 метара надморске висине. Северно од насеља издиже се планина, а јужно се пружа Скопско поље.
Месна клима је континентална.

## Прошлост
Место је 1899. године наклоњено Србима, у њему има 28 кућа и православни манастир Св. Никите.

## Становништво
Горњани су према последњем попису из 2021. године имали 80 становника. Почетком 20. века Срби су били искључиво становништво у селу.
Претежна вероисповест месног становништва је православље.
| Национални састав према попису из 2021.‍ | Национални састав према попису из 2021.‍ | Национални састав према попису из 2021.‍ | Национални састав према попису из 2021.‍ | Национални састав према попису из 2021.‍ |
| --------------------------------------- | --------------------------------------- | --------------------------------------- | --------------------------------------- | --------------------------------------- |
|                                         |                                         |                                         |                                         |                                         |
| Македонци                               | Македонци                               |                                         | 41                                      | 51,2%                                   |
| Срби                                    | Срби                                    |                                         | 29                                      | 36,2%                                   |
| непописани                              | непописани                              |                                         | 10                                      | 12,5%                                   |